# 自由法曹団
自由法曹団（じゆうほうそうだん、英語：Japan Lawyers Association for Freedom、略称：JLAF）は、1921年（大正10年）に、神戸市における労働争議の弾圧に対する調査団が契機となって結成された、日本の弁護士団体。所属弁護士の人数は約2100人。日本共産党との関係が深いが、かつては黒田寿男など旧社会党（現：社民党、立憲民主党に支持母体は分離）の弁護士も死亡するまで所属していた。
（なお名称の類似した組織に「自由民主法曹団」（旧称・労政法曹団）もあるが、これは自民党の顧問弁護士でつくる別の団体である。）

## 概要
設立目的は「基本的人権をまもり民主主義をつよめ、平和で独立した民主日本の実現に寄与すること」としている。刑事弾圧・冤罪とされた（またはその可能性が高い）事件、労働争議、基地訴訟、環境・公害事件、税金訴訟、消費者事件など様々な裁判に取り組んでいる他、イラク派兵（自衛隊のイラク派遣）、国旗・国歌の強制、教育基本法（旧法）改定、弁護士費用の敗訴者負担などに反対している。国家権力や大企業を相手にした弁護活動、個人の思想の自由や男女同権を重視した主張、社会的弱者を擁護する主張が多く、「革新弁護士のグループ」と呼ばれる。
- 団員数：約2100名（2015年10月現在）[1]
- 支部数：41
- 役員（2015年総会）
  - 団長：荒井新二（22期）
  - 幹事長：今村幸次郎（50期）
  - 事務局長：西田穣（57期）

## 団所属の主な弁護士
- 布施辰治 - 団創立メンバーのひとり。
- 山崎今朝弥 - 団創立メンバーのひとり。
- 楢橋渡 - 元衆議院議員。1922年から団に所属した。1955年には「保守合同組織委員会」の民主党側議長として自由民主党の結成に貢献した。運輸大臣まで務めたが、武州鉄道汚職事件で収賄の疑いで逮捕され、1971年に懲役2年・執行猶予4年の控訴審判決に服した。以降は無所属で出馬するも落選を続けた。
- 黒田寿男 - 戦前に自由法曹団に所属し、労農派であった。戦後には元日本社会党衆議院議員。労働者農民党初代主席(1948年から1957年)。

- 小林為太郎 - 上岡龍太郎の父。日本共産党員。
- 松井繁明 - 元団長。社公連合政権構想に反発し、日本共産党を含めた形での野党共闘・連立政権（革新統一）を支持する容共革新派（左派）が結成した日本の政治運動団体平和・民主・革新の日本をめざす全国の会（全国革新懇）の代表世話人。
- 黒田了一 - 憲法学者。1971年の大阪府知事選挙に日本社会党と日本共産党の支持を受けて当選した元大阪府知事。
- 松本善明 - 元日本共産党衆議院議員。「松川事件」弁護団の一員。
- 荒木宏 - 元日本共産党衆議院議員。元小学校教員。
- 加藤充 - 元日本共産党衆議院議員。
- 林百郎 - 元日本共産党衆議院議員。
- 諫山博 - 元日本共産党衆議院議員。元幹事。
- 青柳盛雄 - 元日本共産党衆議院議員。元日本民主法律家協会理事。
- 柴田睦夫 - 元日本共産党衆議院議員。
- 梨木作次郎 - 元日本共産党衆議院議員。元常任幹事。
- 東中光雄 - 元日本共産党衆議院議員。
- 正森成二 - 元日本共産党衆議院議員。
- 三浦久 - 元日本共産党衆議院議員。
- 木下元二 - 元日本共産党衆議院議員。
- 野間友一 - 元日本共産党衆議院議員。
- 木島日出夫 - 元日本共産党衆議院議員。
- 古堅実吉 - 元日本共産党衆議院議員。元沖縄人民党書記長。
- 内藤功 - 常任幹事。元日本共産党参議院議員。
- 橋本敦 - 元日本共産党参議院議員。
- 仁比聡平 - 日本共産党参議院議員。有明海訴訟弁護団の一員。
- 山添拓 - 日本共産党参議院議員。
- 安田純治 - 元衆議院議員。無所属で、院内会派「日本共産党・革新共同」所属。日本国民救援会福島県本部会長。
- 天野末治 - 1947年（昭和22年）の衆院選と1950年（昭和25年）の参院選に日本共産党公認で出馬するがいずれも落選。愛知大学事件、大須事件などの弁護団長[5]
- 石川元也 - 自由法曹団団長(1994年 - 1996年)。1969年の 「矢田問題」以来、日本共産党と部落解放同盟の対立「解同裁判」を40年にわたって担った[6]。
- 虻川高範 - 元憲法改悪阻止各界連絡会議事務局長。元秋田弁護士会会長。「安保法制の廃止と立憲主義の回復を求める市民連合あきた」の代表委員[7]。
- 木村晋介 - 「北朝鮮による拉致・人権問題にとりくむ法律家の会」共同代表
- 滝本太郎 - オウム真理教に殺されかけた被害者や元オウム信者のケアの場として、「カナリヤの会」を主宰。
- 永盛敦郎 - 自由法曹団幹事長(1992年 - 1994年)。元第二東京弁護士会副会長。
- 坂本堤 - オウム真理教に対抗し、幹部らにより殺害される。
- 神原元 - 常任幹事。対レイシスト行動集団(C.R.A.C.)の弁護人、構成員。
- 田中隆 - 常任幹事。
- 福山和人 - 常任幹事。元京都弁護士会副会長。2018年京都府知事選挙出馬（日本共産党推薦）、2020年京都市長選挙出馬（日本共産党、れいわ新選組、新社会党推薦）

## 出版物
- 自由法曹団・布施辰治『奈良県下事件国粋会対水平社の争闘調査報告書』（日本弁護士協会、1923年）
- 自由法曹団（編）『憲法判例をつくる』（日本評論社、1998年）